# Pedro Nicácio
Pedro Autran Nicácio Dourado Dutra (* 13. Oktober 1981 in Curitiba) ist ein brasilianischer Radrennfahrer.

## Karriere
Pedro Nicácio wurde 2005 brasilianischer Meister im Zeitfahren. Im darauf folgenden Jahr konnte er diesen Titel verteidigen. Bei den Straßen-Radweltmeisterschaften in Salzburg startete er beim Zeitfahren und belegte dort den 48. Rang. Drei Tage später ging er auch beim Straßenrennen an den Start. Im November 2006 entschied Nicácio die Gesamtwertung der Tour de Santa Catarina für sich.
2010 war sein Dopingtest bei der Tour de Santa Catarina positiv auf EPO und er wurde für zwei Jahre gesperrt.

## Erfolge
2005
- Brasilianischer Meister – Einzelzeitfahren

2006
- Brasilianischer Meister – Einzelzeitfahren
- Gesamtwertung Tour de Santa Catarina

2007
- Brasilianischer Meister – Einzelzeitfahren

2010
- eine Etappe Vuelta Ciclista del Uruguay

2014
- Brasilianischer Meister – Einzelzeitfahren

## Teams
- 2010 Funvic-Pindamonhangaba

- 2012 Funvic-Pindamonhangaba
- 2013 Funvic Brasilinvest-São José dos Campos **
- 2014 Funvic Brasilinvest-São José dos Campos
- 2015 Funvic Brasilinvest-São José dos Campos
- 2016 Funvic Soul Cycles-Carrefour
- 2017 Soul Brasil Pro Cycling Team

** 2013 war er nur bis zum 24. März bei der UCI als Fahrer des Teams registriert. Danach trat er aber trotzdem weiter für das Team bei Rennen an.